# Punisher: The Platoon
Punisher: The Platoon es una serie limitada de historietas bélicas de 2017 publicada por Marvel Comics bajo el sello editorial MAX, una serie centrada en el personaje de Frank Castle durante su primer servicio en Vietnam cuando era joven. Está escrita por Garth Ennis, quien previamente había trabajado extensamente en el personaje de Frank Castle (Punisher), bajo la línea Punisher Max y en las historietas convencionales de Marvel.

## Desarrollo
La serie funciona como una precuela de la serie anterior de Ennis, Born.

## Historial de publicaciones
El primer número de la serie se publicó con tres variantes: una con portada de Andre Brase; otra con portada de Marco Checchetto; y una final que es una «Variante de cómo dibujar». El segundo número recibió una variante de portada de Scott Hepburn e Ian Herring.

## Trama
La serie se centra en un joven Frank Castle durante su primer servicio en Vietnam, con una línea narrativa centrada en los soldados estadounidenses que forman el pelotón de Castle y en torno a un general del Ejército norvietnamita que es entrevistado en el momento presente. A medida que avanza la entrevista, la mentalidad de Frank emerge como la precursora de la forma posterior de Punisher para combatir el crimen. Sus propios hombres, ahora mayores, lo reconocen. Durante el servicio, Castle se enfrenta a una joven del Vietcong, que se propone vengarse de él y casi lo consigue.

## Recepción
La serie tiene una calificación promedio de 8.4 por dieciséis críticos profesionales según el sitio web de agregación de reseñas Comic Book Roundup.

## Impresiones

### Números
| Número | Título                               | Fecha de portada  | Calificación de Comic Book Roundup   | Ventas estimadas (primer mes)                 |
| ------ | ------------------------------------ | ----------------- | ------------------------------------ | --------------------------------------------- |
| 1      | 1: Crack the Sky and Shake the Earth | Diciembre de 2017 | 7.8 por seis críticos profesionales. | 32 837, en el puesto 73 en América del Norte  |
| 2      | 2: Ma Deuce                          | Diciembre de 2017 | 8.5 por un crítico profesional.      | 25 587, en el puesto 100 en América del Norte |
| 3      | 3: The Black Rifles                  | Enero de 2018     | 8.0 por dos críticos profesionales.  | 21 441, en el puesto 106 en América del Norte |
| 4      | 4: Absolute Consequences             | Febrero de 2018   | 9.0 por un crítico profesional.      | 21 103, en el puesto 101 en América del Norte |
| 5      | 5: Deadfall                          | Marzo de 2018     | 7.8 por tres críticos profesionales. | 20 480, en el puesto 108 en América del Norte |
| 6      | 6: Happy Childhoods                  | Abril de 2018     | 9.5 por tres críticos profesionales. | 20 378, en el puesto 109 en América del Norte |

### Ediciones recopilatorias
| Título                | Formato                           | Material recopilado                | Páginas | Fecha de publicación | ISBN              | Ventas estimadas (Norteamérica)            | Calificado               |
| --------------------- | --------------------------------- | ---------------------------------- | ------- | -------------------- | ----------------- | ------------------------------------------ | ------------------------ |
| Punisher: The Platoon | Libro de bolsillo comercial (TPB) | Punisher: The Platoon, números 1-6 | 136     | 18 de abril de 2018  | 978-0-7851-9018-9 | 3149, en el puesto 16 en América del Norte | EC (contenido explícito) |